# جیمز موریه
جیمز موریه (به انگلیسی: James Justinian Morier) (۱۷۸۰ ازمیر -۱۹ مارس ۱۸۴۹ برایتون) دیپلمات و نویسنده بریتانیایی سده نوزدهم و مأمور سیاسی مقارن با سلطنت فتحعلیشاه قاجار در ایران بود.

## دوران کودکی و نوجوانی
وی به سال ۱۷۸۰ در ازمیر عثمانی چشم به جهان گشود. وی دومین فرزند پسر ایزاک موریه بود که در عثمانی تجارت می‌کرد. جیمز پس از پایان تحصیلاتش در انگلستان به ازمیر بازگشت و و از ۱۷۹۹ تا ۱۸۰۶ نزد پدرش به کسب و کار مشغول بود و در همان‌جا بود که زبان های ترکی و فارسی را آموخت.

## مناصب دیپلماتیک
موریه در سال ۱۸۰۸ ذیل منصب منشی سر هارفورد جونز سفیر وقت بریتانیا به ایران سفر کرد. در این سفر جونز عهدنامه مجمل را با نمایندگان فتحعلیشاه قاجار به امضا رساند. یک سال بعد، موریه میرزا ابوالحسن شیرازی را به عنوان سفیر ایران در دربار انگلستان در سفر به لندن همراهی کرد. احتمالاً همنشینی با میرزا ابوالحسن در طول این سفر در نگارش کتاب سرگذشت حاجی بابای اصفهانی تأثیر زیادی داشته است. سپس در سال ۱۸۱۰ مجدداً و اینبار در خدمت سرگور اوزلی به تهران بازگشت و تا سال ۱۸۱۶ که ایران را ترک گفت برای مدتی وزیر مختار بریتانیا در ایران نیز بود.

## نویسندگی
موریه پس از بازگشت به انگلستان با توجه به شناختی که از جوامع شرقی و منش مردم این سرزمین به دست آورده بود، چند کتاب نوشت که معروفترین آنها سرگذشت حاجی بابای اصفهانی است. این کتاب توسط میرزا حبیب اصفهانی به زبان فارسی ترجمه شده است.

## آثار
- A Journey through Iran, Armenia and Asia Minor to Constantinople in the years 1808 and 1809 (۱۸۱۲)
- A Second Journey through Iran to Constantinople between the years 1810 and 1816
- سرگذشت حاجی بابای اصفهانی (۱۸۲۴) و قسمت دوم آن حاجی بابا در لندن (۱۸۲۸).
- Zohrab the Hostage (۱۸۳۲)
- Ayesha the Maid of Kars (۱۸۳۴)
- میرزا (۱۸۴۱)